# Gdańsk 39
Gdańsk 39 – historyczny miniserial telewizyjny, wyprodukowany przez TVP. Akcja rozgrywa się w Wolnym Mieście Gdańsku tuż przed wybuchem II wojny światowej. Opisuje ona sytuację, jaka panowała w mieście ogarniętym przez domagających się jego przyłączenia do Niemiec hitlerowców, oraz losy żyjących w nim polskich rodzin.

## Lista odcinków
1. Z powrotem do Rzeszy
2. Mourir pour Danzig?
3. Koń Trojański
4. Godzina Ypsylon

## Twórcy
- Produkcja: Studio Filmowe Profil
- Reżyseria: Zbigniew Kuźmiński, Karol Chodura
- Scenariusz: Kazimierz Radowicz

## Obsada
| Rola                                                           | Aktor                  |
| -------------------------------------------------------------- | ---------------------- |
| Zygmunt Paterek                                                | Krzysztof Ibisz        |
| Helma Torlemans, narzeczona Zygmunta                           | Ewa Skibińska          |
| Marian Chodacki, komisarz generalny RP w Gdańsku               | Aleksander Bednarz     |
| Tadeusz Perkowski, zastępca komisarza generalnego RP w Gdańsku | Edmund Fetting         |
| Jadzia Paterkówna                                              | Katarzyna Gniewkowska  |
| Lucyna Paterek                                                 | Emilia Krakowska       |
| Carl Jakob Burckhardt, wysoki komisarz Ligi Narodów w Gdańsku  | Krzysztof Gordon       |
| major Henryk Sucharski, dowódca placówki na Westerplatte       | Lech Łotocki           |
| podpułkownik dyplomowany Wincenty Sobociński                   | Janusz Zakrzeński      |
| Józef Paterek                                                  | Tomasz Zaliwski        |
| Albert Forster, gauleiter Gdańska                              | Marek Frąckowiak       |
| Burckhardtowa                                                  | Barbara Brylska        |
| Herbert Mahlzer, właściciel kamienicy Paterków                 | Ryszard Fischbach      |
| Mahlzerowa                                                     | Barbara Dzido-Lelińska |
| Antek Paterek                                                  | Sławomir Krajewski     |
| kapitan Franciszek Dąbrowski, zastępca majora Sucharskiego     | Andrzej Szaciłło       |
| Stanisław Poszwa, inspektor celny                              | Andrzej Szczytko       |
| bokser Herman                                                  | Miłogost Reczek        |
| Maria Krzyszkowska                                             | Magdalena Michalak     |
| Max Grunbau                                                    | Jan Paweł Kruk         |
| inspektor celny Augustyn Formela                               | Tadeusz Falana         |
| Kurt Mangus, fryzjer i członek SA                              | Andrzej Grąziewicz     |
| Gorontzek, współpracownik polskiego wywiadu                    | Ryszard Kotys          |
| porucznik polskiego wywiadu                                    | Leon Niemczyk          |
| policjant Kuntz                                                | Jan Stawarz            |
| Shephard, poseł brytyjski w Gdańsku                            | Krzysztof Kalczyński   |
| celnik w Dołach                                                | Mieczysław Janowski    |
| bojówkarz SA                                                   | Marcel Szytenchelm     |
| bojówkarz SA                                                   | Andrzej Dębski         |
| celnik                                                         | Ireneusz Machnicki     |
| ambasador w Gdańsku                                            | Bronisław Wrocławski   |
| Alfred Zawidzki                                                | Włodzimierz Adamski    |

## Zdjęcia
- Gdańsk, Szymbark (przystanek kolejowy w Wieżycy), Straszyn (Straszyn Prędzieszyn)